# Alonso Lopez (futbolista)
Alonso "Pocillo" López (Manizales, 27 de mayo de 1956) es un exfutbolista colombiano. Es considerado por muchos el mejor lateral izquierdo en la historia de Millonarios.

## Biografía
Llegó a Bogotá procedente de su natal Manizales a vivir al barrio la Estrada en el occidente de la ciudad.

## Trayectoria

### Millonarios
Debutá con Millonarios en el 1974 donde juega por  11 años en dos etapas para el club capitalino disputando 341 partidos anota 16 goles y obteniendo 2 títulos. Es considerado por muchos como el mejor lateral izquierdo que ha jugado para Millonarios.

### Cesiones
En 1981 luego de seis temporadas vestido de azul es cedido al DIM donde juega todo el año y regresa a Millonarios; Para 1986 es cedido nuevamente por el 'embajador' al Once Caldas donde decide retirarse.

## Clubes
| Club                   | País     | Temporadas |
| ---------------------- | -------- | ---------- |
| Millonarios            | Colombia | 1974-1980  |
| Independiente Medellín | Colombia | 1981       |
| Millonarios            | Colombia | 1982-1985  |
| Once Caldas            | Colombia | 1986       |

## Estadísticas
| Club                   | Temporada           | Liga | Liga  | Copa Libertadores | Copa Libertadores | Total | Total |
| Club                   | Temporada           | PJ.  | Goles | PJ.               | Goles             | PJ.   | Goles |
| ---------------------- | ------------------- | ---- | ----- | ----------------- | ----------------- | ----- | ----- |
| Millonarios · Colombia | 1974-1980 1982-1985 | 335  | 16    | 6                 | 0                 | 341   | 16    |

## Palmarés

### Jugador

#### Campeonatos nacionales
| Título           | Club        | País     | Año  |
| ---------------- | ----------- | -------- | ---- |
| Primera División | Millonarios | Colombia | 1972 |
| Primera División | Millonarios | Colombia | 1978 |